# Междоусобная война в Южной Руси (1228—1236)
Междоусобная война в Южной Руси (1228—1236), междоусобная война на юге Руси накануне нашествия Батыя, междоусобная война в русских княжествах в 30-е гг. XIII в., междоусобная война в Южной Руси в 30-е годы XIII в. — война с участием черниговских, смоленских и волынских князей. Началась с борьбы за галицко-волынские волости после смерти Мстислава Удатного (1228), позже распространилась также на Киев и закончилась вокняжением в нём Ярослава Всеволодовича новгородского (1236), до этого не принимавшего в ней участия. На протяжении всей войны (а также 3 года после неё) основными противниками были Даниил Галицкий, с одной стороны, и Михаил Черниговский и венгры с другой, причём наличие союзных отношений между последними источники прямо фиксируют дважды (1228 и 1237). Самая масштабная внутренняя феодальная война в истории средневековой Руси.

## В историографии
Основным первоисточником по событиям является Галицко-Волынская летопись. Российские дореволюционные историки Карамзин Н. М., Соловьёв С. М., Костомаров Н. И. в своих трудах, как правило, пересказывали её известия без существенных оценочных суждений.
Часть эпизодов войны (борьба Даниила Романовича волынского с Михаилом Всеволодовичем черниговским за Галич) относились также к войне за объединение Галицко-Волынского княжества (1205—1245), и в этой части подробно изучены Грушевским М. С. и Крипякевичем И. П. В частности, Грушевским реконструирована датировка Галицко-Волынской летописи с привлечением других русских и иностранных источников.
В советской историографии эпизоды войны 1228—1236 годов традиционно рассматривались в качестве эпизодов всей междоусобной борьбы периода между битвой на Калке, из поражения в которой русские князья не извлекли уроков, и разорительным монгольским нашествием 1237—1241 годов. В современной отечественной историографии война рассматривается как отдельная, а также впервые осмысливаются её масштаб и значение.

## Предшествующие события
Окончательно изгнав венгров из Галича в 1221 году, Мстислав Удатный в ознаменование заключённого мира выдал свою дочь Марию замуж за венгерского королевича Андрея. Другая его дочь, Анна, была замужем за Даниилом Романовичем (1201—1264), волынским князем, который был претендентом на галицкое княжение с момента гибели в 1205 году своего отца.
Сложные отношения Мстислава Удатного с галицким боярством сподвигли его к передаче в 1226 году Андрею Перемышля, а в 1227 году и самого Галича. По версии Галицко-Волынской летописи, передача Галича венграм задумывалась в качестве временной меры с перспективой возвращения в Галич Мстислава при изменении расстановки сил в благоприятную для него сторону, поэтому передача Галича Даниилу не рассматривалась.
В 1226 году умер князь луцкий Мстислав Немой, вопреки старому порядку передавший княжество не старшим племянникам Ингваревичам, а своему сыну Ивану, поручив его Даниилу, то есть фактически передав княжество Даниилу. После смерти Ивана в 1227 году Ярослав Ингваревич овладел Луцком, а Ростислав Пинский — Чарторыйском. Даниил вывел Ярослава из Луцка, дав ему взамен Перемиль, а также отвоевал Чарторыйск, взяв в плен сыновей Ростислава. План похода Даниила и Мстислава с половцами на Галич против венгров, по которому Мстислав планировал отдать Галич Даниилу, сохранив для себя Понизье, расстроился после смерти Мстислава (1228). Однако, помимо восстановления своих позиций на Волыни, Даниил усилился также и за счёт приобретения Понизья, после чего передал Ярославу Ингваревичу Меджибожье.

## Галицкие события
Поводом для похода против Даниила соединённых сил Владимира Рюриковича киевского, Михаила Всеволодовича черниговского (включая курян и новгородцев) и половцев Котяна, состоявших также в союзе с контролирующими Галич венграми, стало обращение Ростислава пинского по поводу захвата Даниилом его сыновей в Чарторыйске.
Союзное войско вторглось на Волынь и осадило Даниила в городе, названном в летописи Каменец (некоторыми историками отождествляется с Кременцом — одним из немногих русских городов, не взятых монголо-татарами во время их нашествия на Русь). Даниил попросил о помощи краковского князя Лешко Белого (несколько раз в начале 1220-х годов помогавшего ему против Мстислава Удатного и Александра Белзского) и договорился с половецким ханом Котяном (по разным версиям дядей или дедом своей жены по матери) об отводе войск. Котян покинул союзников, пограбил галицкую землю, контролируемую венграми, и ушёл в степь. Союзники предпочли снять осаду и вернуться домой. Даниил же, дождавшись прихода польской помощи, провёл при участии Александра Белзского ответный поход в Киевское княжество и заключил мир. По версии Костомарова, пинские князья с тех пор стали подручниками Даниила, а Владимир Рюрикович киевский — его союзником, хотя передача Владимиром Даниилу киевских волостей за помощь против Михаила произошла на следующем этапе.
В 1229—1231 году Даниил помогал брату Лешко Конраду в борьбе за власть в Польше. Также ему удалось отвоевать у венгров Галич, но при отсутствии поддержки со стороны бояр он не смог удержать его (венгры вторгались на Волынь и осаждали Владимир). В те же годы Михаил неудачно боролся с Ярославом Всеволодовичем переяславль-залесским за новгородское княжение. Ярослав и племянники Константиновичи подтвердили покорность Юрию Всеволодовичу (1229), а осенью 1231 года Юрий и Ярослав Всеволодовичи с Константиновичами и новгородцами провели поход во владения Михаила, сожгли Серенск и осаждали Мосальск. Михаил не выступил против них.

## Борьба за Киев
Ещё весной 1231 года Ольговичи провели совместный съезд с Ростиславичами, но вслед за неудачей на севере Михаил включился в борьбу за Киев на юге против Владимира Рюриковича. Владимир Рюрикович обратился к Даниилу за помощью (зима 1232/33), благодаря которой Владимир сохранил за собой княжение, а Поросье перешло под контроль Даниила. Часть владений в нём он передал сыновьям Мстислава Удатного (шюрятам своим), в том числе Изяславу.
В 1233 году Даниил с половцами, Владимиром Рюриковичем, Изяславом, братьями Василько и Александром предприняли попытку захватить Галич, но безуспешно, к тому же Изяслав ограбил некоторые волынские владения. В том же году по смерти королевича Андрея галицкие бояре попытались возвести на княжение Александра, но князем стал Даниил при поддержке рядовых горожан. Александр был захвачен при попытке бегства в Киев к Владимиру Рюриковичу, приходившемуся ему тестем.
В 1234 году Михаил осадил Киев, но вынужден был уйти при известии о движении Даниила на помощь осаждённым. В результате ответного похода были разорены земли по Десне, Чернигов был осаждён и подвергнут обстрелу из камнемётных орудий (летописная фраза относится историками как к междоусобице 1235 года, так и к осаде Чернигова монголами в 1239 году). Был заключён мир, причём с черниговской стороны не Михаилом, а Мстиславом Глебовичем, который во время осады пришёл к ним, по сообщению летописи. Однако, летопись упоминает и некую "лесть", и уже весной Даниилу пришлось противостоять новому вторжению противника в киевские земли.
У Торческа союзники потерпели поражение. Владимир Рюрикович попал в плен, а Изяслав вокняжился в Киеве. Причиной могла стать усталость войск Даниила от непрерывных действий, продолжавшихся в том году, по словам летописи, с Крещения до Вознесения (в общей сложности около 5 месяцев). Даниил был вынужден покинуть Галич и укрепиться на Волыни. 14 октября 1235 года он в качестве вассала венгерской короны участвовал в коронации Белы IV, но этот шаг не помог ему в возвращении Галича. Вскоре Владимир Рюрикович освободился из плена и вернулся в Киев. Он послал чёрных клобуков в помощь Даниилу, и тот разбил выступивших против него галицких бояр и болоховцев.
В 1236 году Владимир и Даниил пригласили в Киев Ярослава Всеволодовича новгородского, и тот явился с войском, в котором прямо упоминаются только трое вятших новгородцев и 100 новоторжцев. Татищев В. Н. связывает с этим походом попутное разорение черниговских земель. По версии же Майорова А. В., Ярослав действовал на юге в качестве союзника Михаила. После этого Владимир Рюрикович в качестве смоленского князя не упоминается, вероятно, он вернулся в своё родовое владение Овруч. День его смерти совпадает с днём взятия монголами Переяславля-Южного (3 марта 1239 года).
Ярослав, взяв в 1236 году Киев под свой контроль, пресёк тем самым дальнейшую борьбу за него в год нападения монголов на Волжскую Булгарию. Междоусобица утратила характер общерусской, и дальнейшая борьба продолжалась только в Галицко-Волынском княжестве между Даниилом и Михаилом. Однако, Горский А. А. из факта захвата в Каменце князем Ярославом семьи Михаила Всеволодовича и появления Ростислава смоленского в Киеве зимой 1239/40 годов делает вывод о походе Ярослава на юг в это время. Майоров А. В. же, вслед за Грушевским М. С., считает, что семью Михаила в Каменце захватил Ярослав Ингваревич, и считает второй поход на юг не имевшим место в действительности.

## Последующие события
В конце 1236—начале 1237 года Михаил и Изяслав организовали наступление на Волынь с нескольких направлений, в качестве повода использовав пленение Романовичами болоховцев, которых в связи с этим назвали своими братьями. Конрада Мазовецкого, выступившего на их стороне, Васильку удалось разбить. Михаил привёл свои войска на Погорину, а половцы разорили галицкую землю.
В 1237 году Романовичи осадили Галич, и Михаил (на стороне которого сражался и венгерский гарнизон) был вынужден уступить им Перемышль. В конце 1237—начале 1238 года Романовичи провели поход на ятвягов, затем разбили крестоносцев, которым Конрад подарил волынский город Дрогичин, и организовали нападение литовцев на Конрада. Впрочем, есть версия, что взятие Дрогичина состоялось весной 1237 г.
В 1238 году, заняв Киев после ухода Ярослава на северо-восток, Михаил отобрал Перемышль у Даниила. Зимой 1238/1239 годов, когда Ярослав отстаивал от литовцев Смоленск, Ростислав Михайлович с боярами ушёл против Литвы, и Даниил окончательно утвердился в Галиче. 

## Оценки
В ходе междоусобной войны русские князья (особенно черниговские Ольговичи и смоленские Ростиславичи) истощили свои силы. Наряду с усилившейся в результате усобицы разобщённостью князей это сыграло свою негативную роль перед лицом монголо-татарского нашествия.
А. А. Горский ослабление черниговских, смоленских и волынских князей в результате войны называет в числе трёх основных причин усиления северо-восточных русских князей: с середины XIII века владимирских, а впоследствии московских.

## Комментарии
1. ↑  По различным версиям, Мстиславич (сын Мстислава Старого либо Мстислава Удатного) из смоленских князей, либо Владимирович, сын Владимира Игоревича новгород-северского.